# Nurol Ejder
L'Ejder (« Dragon ») est un véhicule de transport de troupes à 6 roues motrices (6x6) conçu en Turquie. Il existe également une version 4x4. Tout a commencé sur la base d'une initiative privée en 2006, mais elle sera rapidement suivie d'une commande de 27 unités, livrées en Géorgie en 2007.

## Caractéristiques
Le transport de troupes blindé Ejder fut développé par Nurol Makina, une compagnie de la Défense turque, sur une initiative privée de l'entreprise. À ce même moment, un autre véhicule blindé à six roues était également en développement en partenariat avec la compagnie roumaine Romarm, le RN-94, qui ne sera jamais admis au service actif.
Malgré cet échec, la firme Nurol Makina profita de l'expérience acquise au-cours de son développement pour concevoir son propre véhicule de transport de troupes (VTT). La Géorgie en a commandé quelques-uns en 2008.
D'une forme et d'un gabarit proches de ceux du VBCI français, il peut être équipé d'un canon de calibre 25 mm de marque Fiat.

## Protection
Le blindage de l'Ejder est capable de protéger les occupants du véhicule contre des impacts de munitions de calibre 7,62 mm perforantes, tandis-que la face avant peut encaisser des impacts de munitions de calibre 14,5 mm.
Le véhicule possède aussi un plancher « en V », lui offrant un niveau de protection élevé contre les mines et les IED (Engins explosifs improvisés). Il peut supporter le souffle d'une mine de 8 kg, caractéristique qui peut encore être améliorée, au-besoin, par l'emport de modules de blindage supplémentaires.
Il est équipé d'un système de tir de suppression automatique très évolué, même si, étrangement, le système de protection NBC n'existe qu'en option.

## Armement
Ce transport de troupes peut être équipé d'une importante variété de systèmes d'armements télécommandés et en tourelle.
Généralement, il est associé à une mitrailleuse télécommandée de 7,62 mm, jumelée à un lance-grenades automatique de 40 mm CIS 40 AGL. Il peut cependant accepter d'emporter des systèmes d'armes d'un calibre pouvant atteindre 90 mm.

## Versions
Voici la liste des différentes versions recensées à ce jour:
- Transport de personnel
- Reconnaissance
- Environnement Nucléaire, Bactériologique et Chimique (« NBC »)
- Soutien des troupes
- Support mobile pour lance-missiles antichars
- Véhicule de Combat d'Infanterie (VCI)
- Mortier
- Poste de commandement avancé
- Véhicule de réparation (dépanneuse)
- Évacuation médicale (EVASAN)
- Génie

## Utilisateurs
- Turquie - 400
- Géorgie - entre 90 et 100 exemplaires.
- Libye
- Turkménistan
- Niger[3]
- Zimbabwe
- Kazakhstan
- Tunisie - 375
- Sénégal - 25
- Ouzbékistan - 1024
- Hongrie - entre 10 et 40 exemplaires.
- Qatar - 342